# 豹紋歧鬚鮠
豹紋歧鬚鮠，為輻鰭魚綱鯰形目倒立鯰科的其中一種，為熱帶淡水魚，被IUCN列為瀕危保育類動物，分布於非洲喀麥隆Ja河流域，體長可達23.5公分，棲息在底中層水域，生活習性不明。
种加词 pardalis 意为“豹纹的”。